# Borczaki
Borczaki – część wsi kaszubskiej Kożyczkowo w Polsce, położona w województwie pomorskim, w powiecie kartuskim, w gminie Chmielno.
Wchodzą w skład sołectwa Kożyczkowo. 
W latach 1975–1998 Borczaki administracyjnie należały do województwa gdańskiego.